# Grön anarkism

En grön-anarkistisk version av den annars rödsvarta syndikalist-flaggan.

Grön anarkism är en anarkistisk riktning som har sin grund i både social- och individualanarkism och till viss del i anarkafeminismen och ekofeminismen, men är en fristående vidareutveckling med inspiration i djupekologin. Grön anarkism är en bred rörelse och brukar delas upp främst i de till socialanarkismen närstående teknologioptimistska inriktningarna eko-anarkismen/socialekologin, och den till individualanarkismen eventuellt mer närstående grönanarkismen som förespråkar grön anarki (utan ändelsen -ism) som ibland också kallas anarko-primitivism.
Anarkistisk maktanalys är grunden för en kritik som omfattar hela civilisationen, däribland kapitalismen, tekniken, industrialismen, jordbruket samt den institutionalisering som ofrånkomligen anses orsaka social orättvisa och miljöförstöring. Traditionell anarkistisk förtrycksanalys har kombinerats med en radikal biocentrism, kampen för ett ekologiskt hållbart samhälle och ibland en skarp civilisationskritik riktad mot industrisamhället och de ideologier som upprätthåller dess ekonomism, sociala institutionalisering och vetenskapliga utvecklingsparadigm. Pjotr Kropotkin och Elisée Reclus anses vara de första som tangerade inriktningens tankegångar. John Zerzan, Kevin Tucker, Derrick Jensen och ekofeministen Chellis Glendinning har skrivit om och utvecklat grön anarkism till ett eget fält. Derrick Jensen med flera förespråkar ekoförsvar med biocentrism som främsta princip. 
Den gröna anarkismen kan idag delas in i en teknologioptimistisk fåra, den så kallade ekoanarkismen eller socialekologismen, samt en civilisations- och teknologikritisk fåra, den så kallade anarko-primitivismen. Många teknologikritiska gröna anarkister anser att socialismens metodologi och materiella analys är problematiska, eftersom de på ett mer grundläggande plan är systembevarande. Man kritiserar också ofta hela civilisationen och alla ideologier inom dess ram som totalitära, till skillnad från den vanliga anarkistiska kritiken mot kapitalismen eller förtryckssamverkan (intersektionalitet). 
De teknologioptimistiska ekoanarkisterna, med Murray Bookchin som huvudideolog, har en mer traditionell socialanarkistisk grund och företräder en utvecklings- och teknologioptimism som inte omfattas i grön anarki. Bookchin med flera har kritiserat de teknologikritiska som flummiga livsstilister. Denna kritik har bemötts av bland andra Bob Black i debattskriften Anarchy after Leftism. I Sverige kan bland annat organisationen Pangea sägas stå för en ekoanarkistisk linje.